# Kosmodromy Otrag

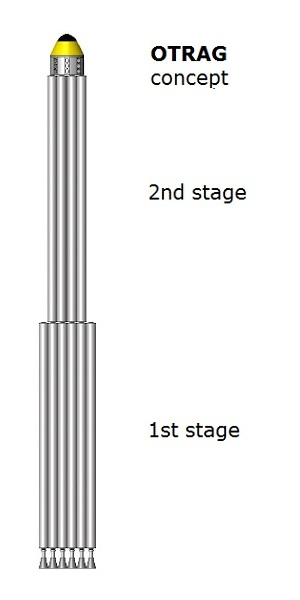
Raketa OTRAG

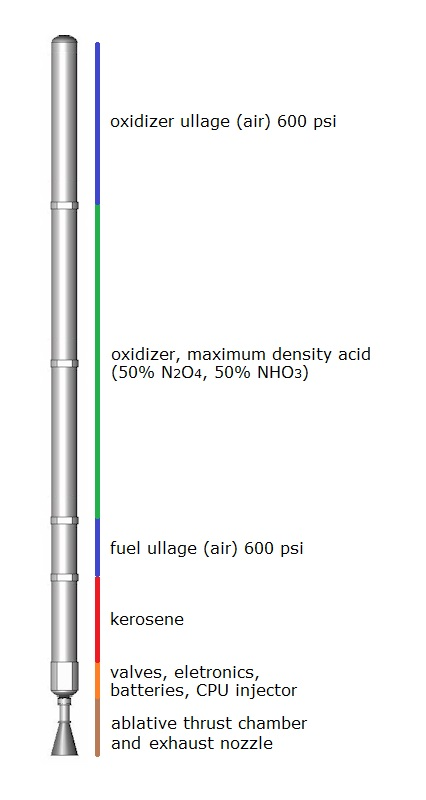
Raketa OTRAG CRPU

Kosmodromy Otrag Range byly budovány západoněmeckou soukromou společností OTRAG (Orbital Transport und Raketen AG) v 80. letech minulého století v Africe. 

## Kosmodrom v Zaire
Nejdříve si firma pronajala velice rozsáhlé území v rovníkové Africe, v Zairu v provincii Shaba (nyní provincie Katanga v Demokratické republice Kongo), řídce obydlenou náhorní planinu ve výši 1300 m n. m. na břehu řeky Luvua. Kosmodrom byl určen pro starty laciných stavebnicových raket Otrag.
V květnu 1977 se zde uskutečnily první suborbitální starty. Kosmodrom byl znám pod zkratkou OZ.
V květnu 1979 byl provoz střelnice na žádost vlády Republiky Zaire přerušen. Firma poté začala hledat náhradní prostory, mj. v Brazílii i v jihovýchodní Asii.

## Kosmodrom v Libyi
V roce 1980 uzavřela firma s vládou Libyjské arabské džamahirie dohodu. Na jejím základě 600 km na jih od hlavního města Tripolisu vybudovala raketovou  střelnici. Střelecký sektor byl zvolen východním směrem do pouště Sahara. Koncem roku 1980 se z střelnice – kosmodromu (označována OL) uskutečnily první zkušební starty modulů plánovaných nosných raket. Původní plán odborníků firmy stanovil první ostré starty v roce 1984.

## Konec snažení
V roce 1983 byly všechny další starty raket této firmy zrušeny po podepsání mezinárodní dohody o zkouškách raket v rozvojových zemích světa.